# Naenaria rufifemorata
Naenaria rufifemorata är en stekelart som beskrevs av Tohru Uchida 1942. Naenaria rufifemorata ingår i släktet Naenaria och familjen brokparasitsteklar. Inga underarter finns listade i Catalogue of Life.